# Yevhenivka
Yevhenivka  (ucraniano: Євгенівка) es un pueblo del Raión de Bolhrad en el Óblast de Odesa de Ucrania. Según el censo de 2001, tiene una población de 754 habitantes.